# Ricardo Steer
Eder Ricardo Steer Lara (Valledupar, Colombia; 8 de junio de 1982) es un exfutbolista colombiano. Jugaba como delantero y se retiró en el C. D. Once Caldas del Torneo Apertura de Colombia.

## Trayectoria

### Independiente Medellín y Deportivo Pereira
Con tan solo 15 años viaja a la ciudad de Medellín, donde perteneció a la cantera del equipo Independiente Medellín perdurando mucho tiempo, dando grandes frutos a este equipo con el cual fue campeón en él varias veces, cuando en unos pocos años equipos de otros países lo estudiaban, con mucho empeño entregó toda su pasión y tiempo al poderoso de la montaña.
Debutó profesionalmente en la segunda división con la filial, Independiente Medellín "B" donde convirtió 11 goles en 9 partidos de la Primera B 2002. Al año siguiente fue inscrito al equipo de primera división aunque no sumó ni un minuto en cancha. Para el año 2004 se fue cedido al Deportivo Pereira donde jugó 9 partidos sin llegar a convertir ningún gol. Regresa al "poderoso" donde convierte un gol y finalizada la temporada decide tomar nuevos rumbos.

### Pérez Zeledón
Recibió con mucha felicidad la propuesta en Costa Rica por el equipo Pérez Zeledón, el cual por primera vez este fue el principal cómplice de hacerlo campeón por primera vez en la Liga de Costa Rica.

### Brujas
No mucho tiempo después Brujas FC, fue al equipo donde presto sus servicios deportivos en la temporada 2009/10.

### Changchun Yatai
Paso al fútbol chino donde llamó la atención de toda la prensa de ese país donde ejerce con mucha entrega a Changchun Yatai.

### Zhejiang Yiteng
Para el 2012 llega al Zhejiang Yiteng donde permanece por 5 temporadas con un nivel muy destacado.

### Jaguares de Córdoba
Para el 2017 luego de 12 temporadas en el fútbol internacional regresa a Colombia para jugar con las "fieras del sinu".

### Once Caldas
El 11 de julio de 2018 se confirma su fichaje por el Once Caldas de Manizales de la Categoría Primera A. El 22 de julio debuta con gol dándole al victoria a su club por la mínima frente a su ex equipo Jaguares de Córdoba, a los cinco días marca de nuevo gol, de tiro penal en el 2-1 sobre el Atlético Bucaramanga. El 5 de octubre marca el gol de la victoria por la mínima sobre Millonarios FC por las semifinales ida de la Copa Colombia 2018, en el mismo torneo el 24 de octubre marca su primer doblete en el empate a dos goles contra Atlético Nacional por la ida de la gran final.

## Clubes
| Club                       | País                | Año                 | Partidos | Goles |
| -------------------------- | ------------------- | ------------------- | -------- | ----- |
| Independiente Medellín "B" | Colombia            | 2002                | 9        | 11    |
| C. S. Deportivo Pereira    | Colombia            | 2004                | 9        | 0     |
| Independiente Medellín     | Colombia            | 2005                | 6        | 1     |
| A. D. Pérez Zeledón        | Costa Rica          | 2005 - 2006         | 55       | 18    |
| Brujas F. C.               | Costa Rica          | 2006 - 2009         | 75       | 20    |
| Changchun Yatai            | China               | 2009 - 2010         | 43       | 12    |
| Guangdong Sunray           | China               | 2011 - 2012         | 23       | 8     |
| Zhejiang Yiteng F. C.      | China               | 2012 - 2016         | 126      | 45    |
| Jaguares de Córdoba S. A.  | Colombia            | 2017 - 2018         | 40       | 10    |
| Once Caldas                | Colombia            | 2018 - 2019         | 26       | 5     |
| Total en su carrera        | Total en su carrera | Total en su carrera | 412      | 130   |